# Састанак у Мраку
42° 24′ 43″ С; 22° 53′ 49″ И / 42.4120529° С; 22.8969963° И
Састанак у Мраку одвија се након битка код Велбужде (2. августа 1330.) у тврђави изнад села Извор. Састанку су присуствовали Стефан Дечански, Стефан Душан, Белаур и Јован Александар, а могуће да је било представника бојара и властеле.
Споразум који су постигли племићи може се нагађати само на следећим догађајима:
1. Стефан Дечански се не слаже са Трновом и Расом око неких регалија (Данилови настављачи)
2. Јован Стефан постао цар Бугарске (1330)
3. Битка код Посаде (1330)
4. Напад на Неродимље (1331)
5. Јован Александар постаје цар Бугарске (1331)
6. Стефан Душан узима сестру Јована Александра за своју жену (1332)
7. Белаура су убили татарски плаћеници Јована Александра у битци код села Дерманци (1336)
8. Стефан Душан проглашава се царем Срба и Грка (1346)
9. Јован Александар се оженио жидовском Сари која прихвата хришћанско име Теодора (1349)
10. Видинско царство (1356)

## Види jош
- Мрачка повеља